# Fábián Árpád
Fábián Árpád (Kassa, 1926. október 28. – Budapest, 1986. május 14.) premontrei szerzetes, szombathelyi püspök.

## Pályafutása
Teológiai tanulmányait Gödöllőn kezdte premontrei növendékként, és Vácott, az egyházmegyei szemináriumban fejezte be. 1951. június 17-én szentelték pappá Vácott.
Először Gödöllőn volt hitoktató, majd 1955-től Kiskunfélegyházán, 1958-tól Vácott káplán, 1960-tól püspöki titkár. 1964-ben teológiai, majd 1965–1967-ig Rómában, a Pápai Magyar Intézet növendékeként a Lateráni Pápai Egyetemen kánonjogi doktorátust szerzett.
1968-tól a Pápai Magyar Intézet régense, majd 1969-től 1972-ig rektora. Bizonyíthatóan a Belügyminisztérium ügynöke volt Alfonz és Beron Ludvig fedőnéven.

### Püspöki pályafutása
1972. február 8-án clypiai címzetes püspökké és szombathelyi apostoli adminisztrátorrá nevezték ki. 1972. március 16-án szentelték püspökké Budapesten. 1975. január 7-től haláláig volt az egyházmegye megyés püspöke.

## Művei
- A II. Vatikáni Zsinat tanítása. Szerk. Cserháti Józseffel. Budapest, 1975
- A 200 éves szombathelyi egyházmegye emlékkönyve (szerk.). Szombathely, 1977[2]